# Nicola Winter

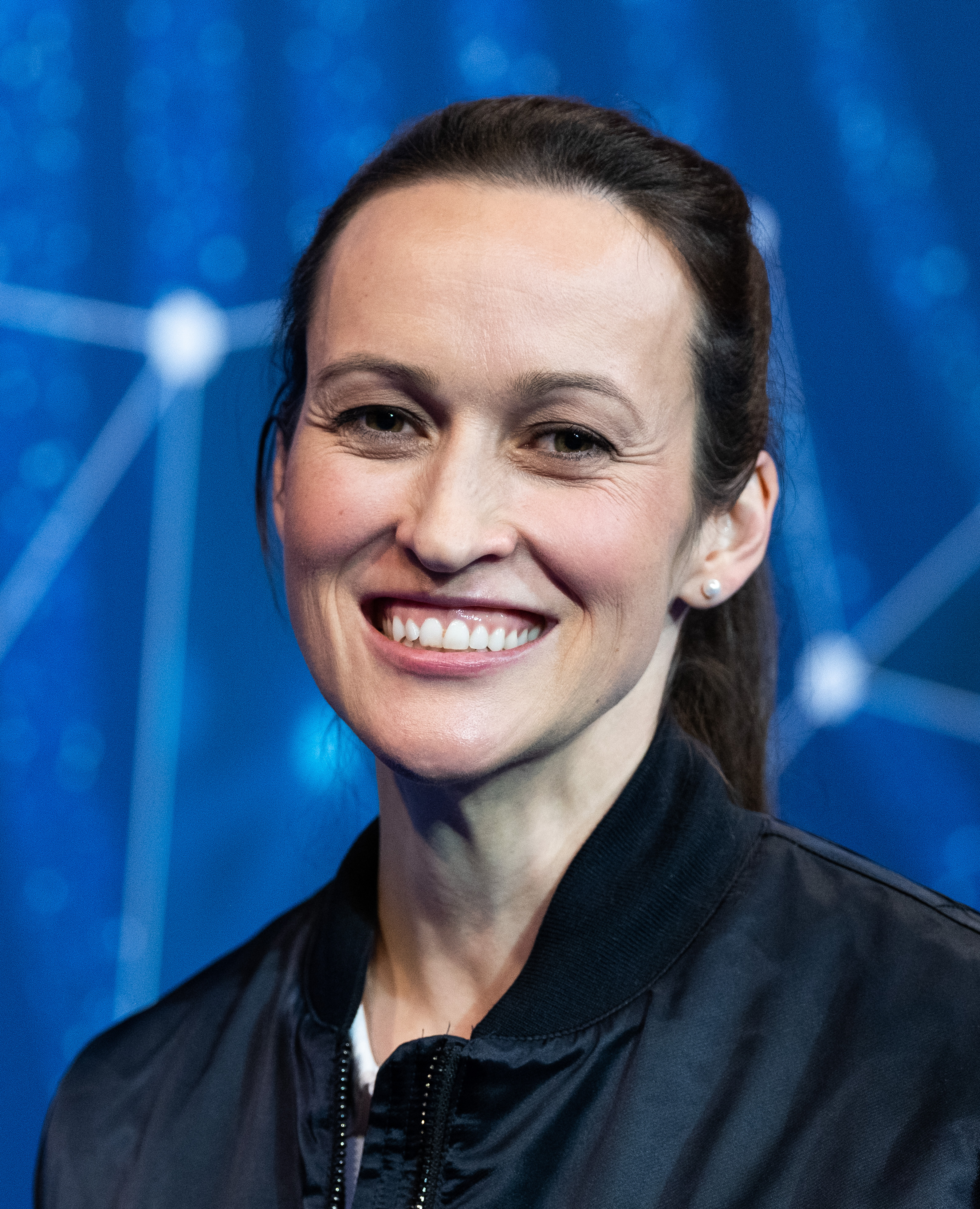
Nicola Winter, 2022

Nicola Winter (* 10. März 1985 in München als Nicola Fischer, später Nicola Baumann) ist eine deutsche Pilotin und Reserve-Astronautin. Sie war eine von wenigen Kampfpilotinnen der Bundeswehr. 2017 konnte sie sich in einem Auswahlverfahren als Finalistin des Projekts „Die Astronautin“ durchsetzen, verließ das privat finanzierte Programm jedoch wieder. Am 23. November 2022 wurde Winter als Raumfahrerin in Reserve des Europäischen Astronautenkorps vorgestellt.

## Leben

### Ausbildung und militärische Laufbahn

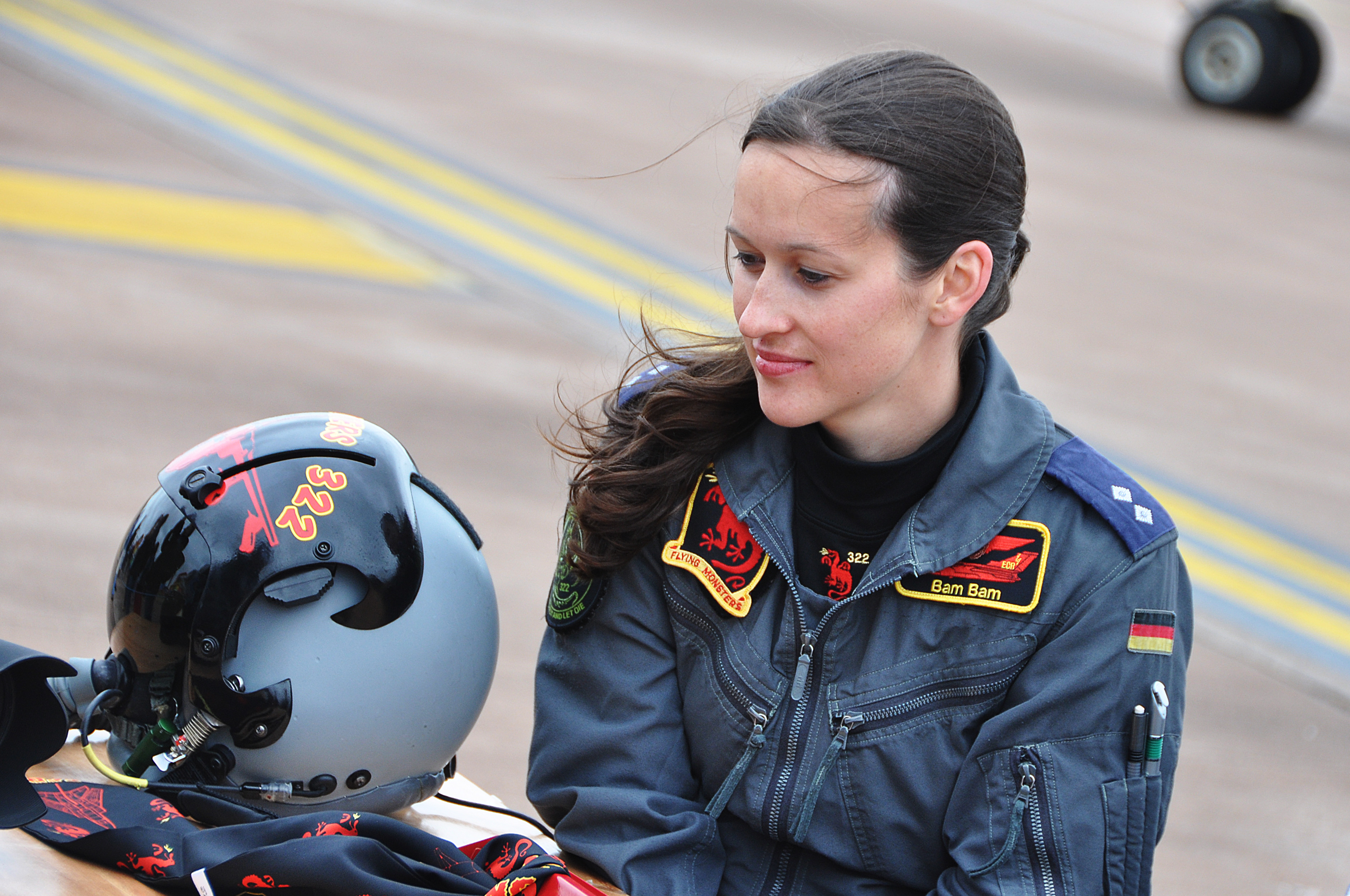
Nicola Winter (2010)

Winter begann als Jugendliche mit dem Drachenfliegen. Sie machte ihr Abitur 2004 am Gymnasium Icking. Da sie für eine Stelle als Pilotin der Lufthansa nach eigenen Angaben fünf Zentimeter zu klein war, bewarb sie sich bei der Bundeswehr, wo sie 2004 bei der Luftwaffe anfing. Sie studierte Maschinenbau an der AKAD University und erlangte ihren Bachelor-Abschluss 2015 mit der Note sehr gut. Winter wurde zur zweiten Kampfpilotin der Bundeswehr nach Ulrike Fitzer. Sie flog den Panavia Tornado und war Fluglehrerin im Euro-NATO Joint Jet Pilot Training in den USA. 2013 erhielt sie auf der Sheppard Air Force Base die Auszeichnung als Fluggruppenführerin des Jahres (Flight Commander of the Year) 2012 der 80. US Flying Training Wing. 2015 schulte sie auf den Eurofighter um. 2017 war sie eine von drei Frauen in der deutschen Luftwaffe, die dieses Jagdflugzeug fliegen durften. Sie hatte den Dienstgrad Major und war beim Taktischen Luftwaffengeschwader 31 „Boelcke“ auf dem Fliegerhorst Nörvenich stationiert. Im gleichen Jahr nahm sie als Pilotin am Air Policing Baltikum teil. Am 30. Mai 2018 nahm sie ihren Abschied von der Bundeswehr, um in einer Unternehmensberatung zu arbeiten.
Im Fernstudium an der Purdue University studierte sie Luft- und Raumfahrttechnik mit dem Schwerpunkt Luft- und Raumfahrtanwendungen, Aerodynamik und Antriebstechnik mit dem Abschluss als Master of Science.

### Ziel der Auswahl als Astronautin
Von der privat finanzierten Initiative Die Astronautin, die erstmals eine Deutsche zur Astronautin machen möchte, wurde Winter unter mehr als 400 Bewerberinnen als eine von zwei Finalistinnen ausgewählt. Ziel war ein Kurzzeitaufenthalt von etwa zehn Tagen auf der Internationale Raumstation spätestens im Jahr 2019. Der rund fünfzig Millionen Euro teure Flug sollte durch Spenden finanziert werden. Zusammen mit Insa Thiele-Eich, Tochter des Astronauten Gerhard Thiele, begann Winter im August 2017 eine Raumfahrer-Ausbildung im russischen Ausbildungszentrum in Swjosdny Gorodok bei Moskau, bei der sie Parabelflüge absolvierte und die durch Crowdfunding finanziert wurden. Die Kampagne war von öffentlichen Auftritten und Interviews in Presse und Fernsehen begleitet, und Winter selbst berichtete in einem eigenen YouTube-Kanal.
Im Dezember 2017 wurde bekannt, dass Winter sich gegen die Kandidatur innerhalb der Initiative entschieden habe; die Initiative und sie würden „nicht zusammenpassen“. Die Astrophysikerin Suzanna Randall wurde als Nachrückerin nominiert. Winter bekräftigte jedoch ihre Absicht, Astronautin zu werden.
Im selben Jahr kürten die Boston Consulting Group und die WirtschaftsWoche Winter zur „Vordenkerin des Jahres“.
Am 23. November 2022 wurde Winter als Reserve-Mitglied des Astronautenkorps der Europäischen Weltraumorganisation benannt. Neben den fünf Astronauten, die die ESA als sogenannte Karriere-Astronauten ausgewählt hat, ist Nicola Winter so zusammen mit elf weiteren Bewerbern Teil der Auswahl 2022 des Astronautenkorps.

### Weitere berufliche Karriere
Winter arbeitete von 2018 bis 2019 als Unternehmensberaterin für McKinsey & Company und von 2018 bis 2020 als Rettungssanitäterin, für die sie 2018 zertifiziert wurde, beim Roten Kreuz in Köln. Aktuell ist sie Projektmanagerin Technologiedemonstration „Responsive Space“ beim Deutschen Zentrum für Luft- und Raumfahrt (DLR e. V.) und promoviert zum Thema „Krisen- und Notfallmanagement bei Weltraummissionen“. Sie ist außerdem als Keynote-Speakerin zu den Themen „Leadership“, „Empowerment“ sowie „Notfall-, Krisen-, Stress- und Risikomanagement“ tätig. An der Carl Remigius Medical School ist sie Dozentin für Krisen- und Notfallmanagement.

### Trivia
In der am Ostermontag, dem 5. April 2021 gesendeten Zocker-Special-Ausgabe von „Wer wird Millionär?“ gewann Winter 125.000 Euro. Sie scheiterte erst an der 250.000-Euro-Frage, als nach dem Begriff „Gryllteiste“ gesucht wurde. Den Gewinn wollte sie in den Abschluss ihrer Hubschrauberpiloten-Ausbildung investieren, um im Rettungsdienst auch als Pilotin eines Rettungshubschraubers arbeiten zu können.

### Familie
Winters Mutter war Biologin, ihr Vater Software-Ingenieur. Sie heiratete einen amerikanischen Luftwaffenpiloten und bekam eine Tochter.

## Publikationen
- The Sky is No Limit. Ariston, München 2024. ISBN 978-3-424-20300-4